# Heterusia declivis
Heterusia declivis är en fjärilsart som beskrevs av Paul Dognin 1911. Heterusia declivis ingår i släktet Heterusia och familjen mätare. Inga underarter finns listade i Catalogue of Life.